# Listă de insule în România
Aceasta este o listă de insule din România:

## Insule de pe Dunăre
- Ostrovu Acalia
- Ostrovu Alionte
- Insula Arapu
- Ostrovu Balaban[3]
- Balta Ialomiței
- Ostrovu Băloiu[4]
- Insula Belina
- Insula Calia
- Insula Calinovăț
- Ostrovul Calnovăț
- Ostrovul Cernovca
- Ostrovul Chichinețelor
- Insula Ciobanu
- Ostrovul Ciocănești
- Ostrovu Cioroiu
- Ostrovu Copanița
- Ostrovul Corbului
- Ostrovul Crăcănel
- Ostrovu Dinu
- Insula Dranov
- Ostrovu Elena
- Ostrovu Fermecat
- Insula Fundul Mare
- Ostrovu Găzarului
- Insula Gârla Mare
- Ostrovul Gâsca
- Ostrovu Gâtanului
- Insula Golu
- Insula Inelul de Piatră [5]
- Ostrovu Lung
- Insula Mare a Brăilei
- Insula Mică a Brăilei
- Ostrovul Moldova Veche
- Ostrovu Mare, Mehedinți
- Ostrovul Mare, Teleorman
- Ostrovu Nou
- Ostrovu Orbului
- Păcuiul lui Soare
- Ostrovu Păpădiei
- Ostrovu Pietriș
- Ostrovul Prut
- Ostrovu Ruptura
- Ostrovul Sfântu Gheorghe[6]
- Insula Șimian
- Ostrovu Tătaru
- Ostrovu Urucu
- Ostrovu Vană
- Insula Vărsăturii

## Insule din Marea Neagră
- Insula K
- Insula Sacalin

## Insule lacustre
- Insula Ada, lângă Năvodari [7]
- Insula Bisericuța
- Insula Ceaplace
- Insula Dealul Beci
- Insula Ostrov (Călimănești)
- Insula Ostrov (Năvodari)
- Insula Ovidiu
- Insulele Prundu cu păsări
- Insula Popina
- Insulița Târgu Jiu

## Foste insule
Insule arhaice
- Insula Hațeg
- Insula Leuce
- Insula Peuce

Insule inundate
- Insula Ada Kaleh
- Insulele Poreci

Insule pierdute
- Ostrovul Limba
- Insula Maican
- Insula Șerpilor